# Kościół Zmartwychwstania Pańskiego w Warszawie
Kościół Zmartwychwstania Pańskiego – kościół znajdujący się w Warszawie w dzielnicy Targówek, przy ul. Księcia Ziemowita 39. 
Świątynia została wzniesiona w okresie międzywojennym w stylu zakopiańskim z drewna dostarczonego przez kolejarzy.

## Historia
Powstał z inicjatywy kolejarzy jako wotum wdzięczności Bogu za odzyskanie Niepodległości i dzięki ich pracy został wzniesiony w 1919 z materiałów pochodzących z rozbiórki Dworca Wileńskiego, zburzonego w okresie I wojny światowej. Zaprojektował go Stefan Szyller, nadając mu pewne cechy stylu zakopiańskiego. Na tle przemysłowego krajobrazu warszawskiego Targówka był oryginalnym akcentem wnoszącym do peryferyjnego budownictwa miejskiego rodzime motywy ludowe. Świątynia ta została wzniesiona jako wotum dziękczynne za odzyskanie niepodległości przez Polskę. 
Przy kościele 25 października 1919 erygowana została parafia, a poświęcenia dokonał nuncjusz apostolski w Polsce Achilles Ratti, późniejszy papież Pius XI, 8 września 1919. 
Kościół został wybudowany jako tymczasowy, z myślą wzniesienia później w tym miejscu świątyni murowanej. Zgromadzone na ten cel środki i materiały zostały jednak utracone podczas II wojny światowej. Po wojnie kościół został gruntownie wyremontowany; dobudowano nową kaplicę i trzy nowe ołtarze. 
Kościół zbudowany został jako jednonawowy, z podcieniami i prostokątnymi okienkami po bokach, o wysokim dachu krytym dachówką z ażurową sygnaturką ze spiczastym hełmem.  Przy kościele wzniesiono plebanię w stylu dworkowym, do której budowy prawdopodobnie użyto materiałów rozbiórkowych z prawosławnego soboru św. Aleksandra Newskiego na placu Saskim. Zbudowano także drewnianą dzwonnicę o szkielecie wykonanym z torów kolei petersburskiej. Teren kościoła został ogrodzony z wykorzystaniem podkładów kolejowych, z których niektóre zachowały się do dziś. W otoczeniu kościoła znajdują się: krzyż misyjny, drewniana rzeźba św. Marii Magdaleny korzącej się u stóp Chrystusa, figura Chrystusa Zmartwychwstałego, figura Pana Jezusa Dobrego Pasterza oraz kapliczka Bożego Miłosierdzia z postaciami Chrystusa (przedstawienie inspirowane obrazem Jezu ufam Tobie) oraz św. Faustyny, Apostołki Miłosierdzia Bożego. Stacje drogi krzyżowej umieszczone są na podkładach kolejowych.
Wnętrze świątyni jest pozbawione dekoracji, ale posiada 3 drewniane ołtarze zaprojektowane przez Stanisława Witkiewicza. W ołtarzu głównym znajdował się do 1975 stary obraz Zmartwychwstania Pańskiego autorstwa Romana Cichacza, zastąpiony w 2003 reprodukcją obrazu Zmartwychwstanie Jana Matejki. W pozostałych dwóch umieszczono obrazy Matki Boskiej Częstochowskiej oraz św. Antoniego. Organy 7-głosowe o trakturze pneumatycznej wykonała firma Adolfa Homana w 1920. 
W 1999 roku świątynia wraz z dzwonnicą, plebanią i ogrodem została wpisana do rejestru zabytków. 
W latach 2011–2012 przeprowadzono generalny remont kościoła, plebanii i dzwonnicy w 85% zrealizowany ze środków pochodzących z Unii Europejskiej. Główna rzeźba nad ołtarzem przedstawiająca postać Zmartwychwstałego Chrystusa została wykonana przez artystę Piotra Grzegorka. Po lewej stronie ołtarza głównego, w ołtarzu Bożego Miłosierdzia obok Pana Jezusa Miłosiernego znajdują się wizerunki św. Faustyny i bł. ks. Michała Sopoćki namalowane przez Małgorzatę Wrochnę.
W czasie II wojny światowej 25 sierpnia 1944 w czasie łapanki na Targówku Niemcy zatrzymali 4000 mężczyzn, co jest co roku upamiętniane mszą świętą w intencji ofiar.